# Strání
Strání (en allemand : Strany, de 1939 à 1945 : Stran) est une commune du district d'Uherské Hradiště, dans la région de Zlín, en Tchéquie. Sa population s'élevait à 3 474 habitants en 2020.

## Géographie
Strání se trouve à 24 km au sud-est d'Uherské Hradiště, à 37 km au sud de Zlín, à 87 km à l'est-sud-est de Brno et à 271 km au sud-est de Prague.
La commune est limitée par Korytná au nord, par Březová à l'est, par la Slovaquie au sud, par Nová Lhota à l'ouest et par Slavkov et Horní Němčí au nord-ouest.

## Histoire
La première mention écrite du village date de 1318.

## Galerie

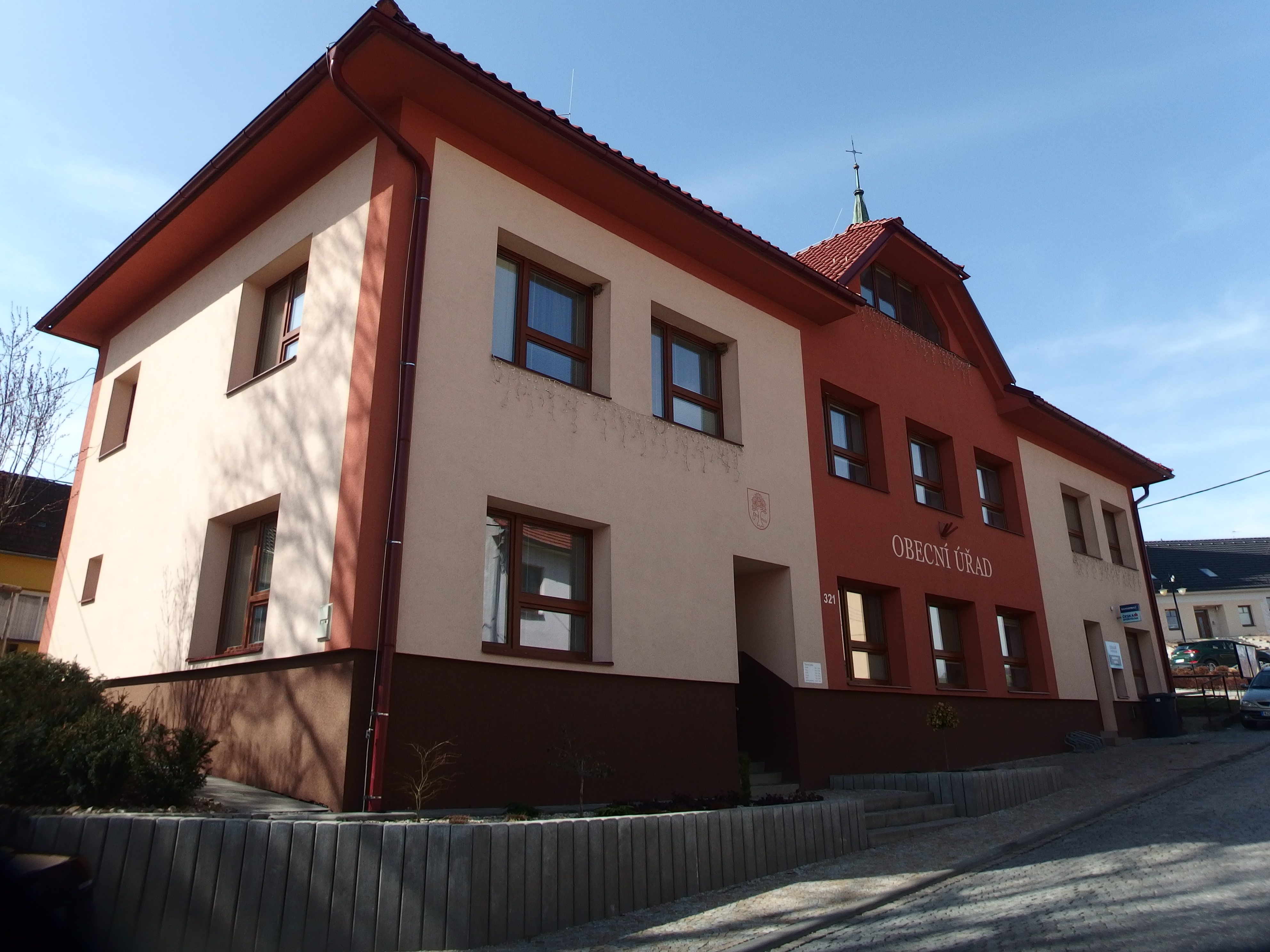
Strání : la mairie.
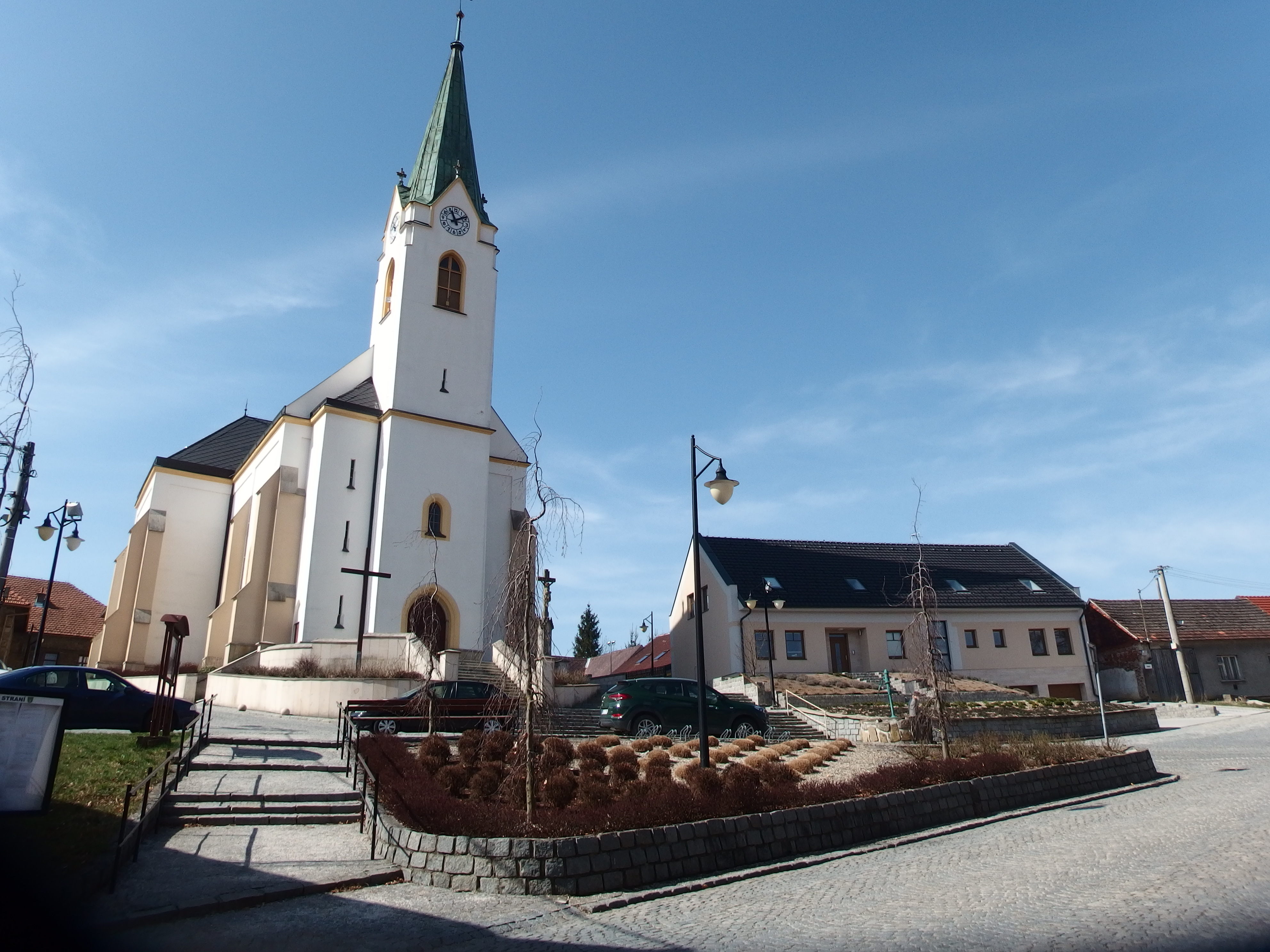
Strání : l'église.